# Facultad de Ingeniería de la Universidad Estatal de Pensilvania
La Facultad de Ingeniería de la Universidad Estatal de Pensilvania (en inglés: Penn State College of Engineering) es la escuela de ingeniería de la Universidad Estatal de Pensilvania, cuya sede se encuentra en el campus del University Park en Pensilvania. Fundada en 1896, bajo la jefatura de George W. Atherton, actualmente cuenta con 13 departamentos académicos y programas de grado. La facultad es considerada una de las principales escuelas de ingeniería en los Estados Unidos, con un alumnado de aproximadamente 11 000 estudiantes de pregrado y posgrado (8166 en el campus de University Park, y 3059 en otros campus), y un presupuesto de 124 millones de dólares para investigación en el año académico 2016-2017. Se estima que al menos uno de cada cincuenta ingenieros en los Estados Unidos consigue su licenciatura en la Universidad Estatal de Pensilvania. El actual decano de la Facultad de Ingeniería es el Dr. Anthony Atchley.

## Historia

### Primeros años: 1855 – 1894
En 1854, la legislatura de Pensilvania concedió un estatuto al llamado Farmers' High School, una institución cuyo propósito era, según el catálogo de 1859, "adoptar un sistema de instrucción que abarcase todo departamento de las ciencias que tengan un impacto práctico o teórico en la agricultura." La versión actualizada del estatuto, formulada el 22 de febrero de 1855, definió así la fecha de fundación de la institución que más adelante se transformaría en la actual Universidad de Pensilvania. La construcción del edificio principal de la facultad, a 200 acres de distancia del Condado de Centre, centro geográfico del estado, fue financiada mediante un crédito presupuestario de 25 000 dólares y otra donación adicional de 25 000 dólares, además de fondos recaudados a través de suscripciones públicas y donaciones privadas. La primera clase de 69 estudiantes fue admitida en febrero de 1859.

#### Evan Pugh y establecimiento de una fundación de ingeniería
En 1960, Evan Pugh fue designado como primer director del Farmers' High School, y su mandato comenzó en 1860. La visión de la institución para Pugh, que había recibido su doctorado de la Universidad de Goettingen en 1854, incluía una expansión más allá de la agricultura y hacia otras áreas que beneficiaran a toda la nación. Entre estas se encontraban principalmente la ingeniería y las "artes industriales", donde las disciplinas tales como la agrimensura y la carpintería requerían un nivel elevado de conocimientos teóricos y prácticos. Esta idea fue radical para la época, dado que era más común que las universidades estadounidenses pusieran su enfoque en temas como las lenguas antiguas, la filosofía y la retórica, los cuales Pugh consideraba como inadecuados para una nación que buscase "domar un entorno natural hostil" y mantener la importancia económica y política en el contexto global.
Cuando Pugh fue designado como director había menos de 12 universidades que ofrecían bachilleratos para programas en ingeniería, de las cuales se graduaban menos de 200 estudiantes. Los currículos de estas universidades incluían a la ingeniería como uno de tantos otros temas de estudio, y no como un título de grado propiamente dicho. La creencia general en aquella época era que la ingeniería era pragmática y para el beneficio de muchas personas, siendo así inferior a las disciplinas clásicas, las cuales se centraban en la mejora mental y moral del estudiante a nivel individual. Este tipo de pensamiento, el cual afirmaba que integrar a la ingeniería con las asignaturas clásicas era lo mismo que subvertir el propósito de la educación superior, estaba extendido especialmente en las escuelas aferradas a la tradición, como Harvard, Yale, y Dartmouth.
En los tiempos de Pugh, la mayoría de programas de ingeniería se centraban casi exclusivamente en desarrollar habilidades dentro de la ingeniería civil, como por ejemplo canales, ferrocarriles, puentes, túneles; por razones obvias, la expansión de los Estados Unidos requería de conocimiento acerca del desarrollo de diversos tipos de infraestructura. Pugh se daría cuenta así de que la formación profesional en el lugar de trabajo (la forma más común de aprender una profesión), combinada con el crecimiento económico y geográfico de la nación, no podría adecuarse apropiadamente a la demanda de profesionales familiarizados con las llamadas "artes mecánicas."
La aprobación del Morrill Land-Grant Acts (Ley de Subvención de Tierras de Morrill) en julio de 1862 dio a Pugh la oportunidad de asegurar el futuro de la escuela. Bajo los términos de la ley, una institución podía ser sujeta a una subvención de tierra de 30 000 acres por cada senador y representante de la institución estatal; estas tierra podrían entonces ser vendidas, y las ganancias generadas a lo largo de meses o años utilizadas para financiar universidades con currículos de al menos cuatro años. Pugh tuvo un papel vital al asegurarse en 1863 de que la facultad sea designada como único benefactor de todos los ingresos generados por estas subvenciones, aunque su inesperada muerte por fiebre tifoidea en abril de 1864 atrasó durante varias décadas su visión de lo que sería la educación industrial.

#### Desarrollo del programa de las artes mecánicas
William H. Allen, profesor de química e historia en Dickinson College, fue elegido como sucesor de Evan Pugh en 1864. A diferencia de Pugh, Allen demostró poco interés en ampliar el currículo, y en cambio se enfocó en los problemas políticos que la universidad afrontaba en aquel tiempo, específicamente los intentos de presión y cabildeo por parte de otras universidades de Pensilvania, las cuales desafiaban el estatus de la universidad como única institución designada para las subvenciones de la mancomunidad, además de inconvenientes relacionados con una deuda de 50 000 dólares (acumulada parcialmente debido a la incapacidad de la universidad de vender los vales de los 780 000 acres de terreno otorgados por la ley Morrill). La presión política y posibles leyes resultantes fueron combatidos con éxito en 1865, pero dejaron a la universidad en un grave estado financiero, por lo cual tuvo que emitir bonos hipotecarios de 80 000 dólares para pagar la deuda y establecer un fondo común.
El primer auténtico defensor de las "artes mecánicas" en la universidad de Pensilvania fue John Fraser, nombrado como profesor de matemáticas en 1865 y fue presidente de la universidad en 1866 después de la dimisión de Allen. El tiempo que pasó Fraser en el Ejército de la Unión le fue de ayuda en la universidad; fue el primero en dar clases de táctica militar, e hizo que el trabajo de granja del alumnado fuera reemplazado por ejercicios militares. Fraser apuntó a expandir la visión de Evan Pugh, y los primeros cuatro cursos que añadió para el año académico 1868-1969 fueron, por un lado, ciencia general, literatura, ingeniería mecánica y civil, y por otro lado metalurgia, mineralogía, y minería. Cada uno consistía en un currículo de cuatro años mediante el cual se obtendría un bachiller de grado en ciencias. El número de estudiantes disminuyó con el tiempo; 145 estudiantes en el año académico 1864-65, 114 en 1866, 82 en 1867, y 30 en 1868. No hubo graduados en 1867. Esto llevó a un enfoque cauteloso en cuanto a lo referido a la expansión del currículo; el catálogo para el año académico 1868-69 listaba ingeniería mecánica y civil, pero la administración no contrató un cuerpo docente para este rol. Después de la dimisión de Fraser en marzo de 1868, la administración de la facultad deshizo el nuevo currículo y redujo el personal docente a cuatro (dos de quienes finalmente renunciaron), poniendo a la universidad frente a una crisis de confianza pública así como de estabilidad institucional.
Fraser sería reemplazado por Thomas H. Burrowes, quien sentía que las intenciones de la Ley de Morrill serían mejor representadas con la preparación establecida originalmente por el Farmers' High School. Burrowes restableció el trabajo manual y la propuesta de un solo curso de estudio. Bajo el sistema de Burrowes, el curso agrícola era obligatorio, y el alumnado habría sido otorgado una licenciatura de grado en Agricultura Científica luego de tres años de estudio. El cuarto año opcional formaba parte del curso científico, destinado a "ingenieros civiles, mecánica general, etc." y proporcionaba un título de licenciado de grado en ciencias (a pesar de su nombre, el curso científico incluía poca instrucción formal en ingeniería, y ningún docente con formación en ingeniería había sido contratado). Un quinto año, también opcional, denominado como Curso Literario, reflejaba estrechamente el formato tradicional de la educación de los temas clásicos, y culminaba en una licenciatura de grado en artes. A pesar de ser un currículo intensivo en agricultura, el mismo tuvo un impacto mínimo en la matrícula: durante el año académico 1870-1871 se matricularon 59 alumnos, 52 de los cuales estaban en su primer o segundo año de estudio en el instituto. El hecho de que la agricultura no era suficiente para apoyar a una universidad entera afectó a muchas instituciones, y el reto de incorporar una reforma no agrícola al currículo estuvo exacerbado por la indiferencia general de la legislatura de Pensilvania frente a las instituciones subvencionadas. Se consideraba entonces que, como la escuela era un instrumento de la mancomunidad, la misma tenía que recibir ayuda mediante frecuentes asignaciones del estado. Aun así, a menudo se recibían críticas desde Harrisburg para reformar el currículo, pero no consigo el dinero necesario para llevarlo a cabo. La carga financiera de la administración de Allen continuó, y Burrowes no pudo ver la implementación de su formato de tres cursos dado que murió a la intemperie en febrero de 1871 como consecuencia de un paseo en las montañas con sus estudiantes.

#### La era de Calder
El reverendo James Calder fue elegido como quinto presidente de la universidad en 1871. Calder anuló el sistema de tres cursos propuesto por Burrowes, reinstaló los cuatro años de currículo y, sintiendo que la ley de Morrill preveía más que una simple instrucción formal en agricultura, reincorporó varios elementos ortodoxos característicos de los institutos clásicos. La universidad empezó a ofrecer títulos de bachillerato no relacionados con la agricultura, y adoptó el nombre Pensilvania State College of Engineering en 1874 como demostración del ampliado nuevo currículo. No se hicieron provisiones para las "artes mecánicas", salvo para aquello relacionado con los cursos agrícolas y científicos. Se comenzaron a incorporar en el currículo demostraciones rutinarias de diversas herramientas de granja, y las materias prácticas de ingeniería civil se ofrecían solo en los niveles más altos; los laboratorios y las prácticas en general eran prácticamente inexistentes dado que las aplicaciones del conocimiento en la industria local se consideraba suficiente (por ejemplo en fábricas textiles, minas de carbón y trabajos de gas y acueductos). Mientras tanto, el número de colegios y universidades del país con departamentos especializados en ingeniería aumentó a 70 en 1872; más de la mitad de estos resultaron de donaciones de tierra subvencionada. De todos modos, la Universidad de Pensilvania continuó rezagada debido a la insistencia en imitar a las instituciones clásicas. Los recibos de la venta de vales de tierra se convirtieron en 1872 en un bono que devengaba intereses, lo que conllevó, entre otras cosas, a la abolición del costo de la matrícula en 1874. En su lugar, a los estudiantes se les cobraba una tarifa fija de 20 dólares anual para gastos de combustible, iluminación y servicio de limpieza. Solo 14 estudiantes se graduaron entre 1875 y 1877, y el descontento de la administración, la facultad y la legislatura respecto a la dirección de Calder resultó en su renuncia en 1879.